# Moe (gruppo musicale)
I Moe sono un gruppo musicale statunitense di tipo jam band formatosi a Buffalo nel 1989.

## Formazione
Membri attuali
- Rob Derhak – basso, voce (1989-presente)
- Chuck Garvey – chitarra, voce (1989-1993; 1993-presente)
- Al Schnier – chitarra, tastiera, voce, mandolino (1992-presente)
- Jim Loughlin – percussioni, flauto, chitarra, batteria, altro (1999-presente)
- Vinnie Amico – batteria (1996-presente)

Ex membri
- Ray Schwartz – batteria (1989-1992)
- Dave Kessler – chitarra (1990-1992)
- Steve Hunter – sassofono, voce (1990)
- Mike Strazza – batteria (1995)
- Chris Mazur – batteria (1995-1996)

## Discografia

### Album in studio
- 1992 – Fatboy (indipendente; ripubblicato nel 1999 per Fatboy Records)
- 1994 – Headseed (Fatboy Records)
- 1996 – No Doy (550 Music)
- 1998 – Tin Cans and Car Tires (550 Music)
- 2001 – Dither (Fatboy Records)
- 2002 – Season's Greetings from Moe (Fatboy Records)
- 2003 – Wormwood (Fatboy Records)
- 2007 – The Conch (Fatboy Records)
- 2008 – Sticks and Stones (Fatboy Records)
- 2012 – What Happened to the La Las (Sugar Hill Records)
- 2014 – No Guts, No Glory (Sugar Hill Records)

### Album dal vivo
- 2000 – L (Fatboy Records)
- 2000 – L Version 3.1 (Fatboy Records)
- 2001 – Warts and All: Volume 1 (Fatboy Records)
- 2002 – Warts and All: Volume 2 (Fatboy Records)
- 2003 – Warts and All: Volume 3 (Fatboy Records)
- 2005 – Warts and All: Volume 4 (Fatboy Records)
- 2007 – Warts and All: Volume 5 (Fatboy Records)
- 2008 – Warts and All: Volume 6 (Fatboy Records)
- 2008 – Dr. Stan's Prescription, Volume 1 (Fatboy Records)
- 2009 – Dr. Stan's Prescription, Volume 2 (Fatboy Records)